# District de Karur
Le district de Karur est un district de l'état du Tamil Nadu, dans le sud de l'Inde.

## Géographie
Sa capitale est Karur, connue sous le nom de Karuvūr à l'époque de Sangam et de Korevura par Ptolémée.
La superficie du district est de 2 904 km2. En 2011, il comptait 1 064 493 habitants.